# Salvador Murall i Monclús
Salvador Murall i Monclús (Roquetes, Baix Ebre, finals del segle xix - Barcelona, 25 de gener de 1929), fou un capità de marina mercant i polític català.

## Biografia
Malgrat ser capità de marina mercant, residí majoritàriament a Tortosa, on féu també carrera política. Se l'inclou dins la facció reformista, i en un primer optà a les eleccions de 1890. Fou diputat provincial entre 1893 i 1896, a més de vicepresident de la Diputació de Tarragona el 1894. Milità des de molt jove en el Partit Republicà, del qual va arribar a ser vicepresident del Comité d'Unió Republicana. Per aquest partit es presentà a dues eleccions, el 1903 i el 1907, però en cap d'aquestes conteses fou elegit.
L'any 1916 fou nomenat candidat pel districte de Roquetes-Tortosa gràcies a una iniciativa del diari El Ideal. En aquell moment era cap del Partit Republicà del districte i membre de la Junta Electoral d’Unió Republicana. Fou escollit diputat en quedar quart amb un total de 6.444 vots. Durant la legislatura de 1919-1920 s’integrà a la Comissió de Foment i de 1921 a 1922, a la de Beneficència. A més, a les eleccions municipals de 1917 formà part de la candidatura marcel·linista i fou regidor de l’Ajuntament de Tortosa fins al 1919.
Al marge de la política, els seus correligionaris li destaquen la cultura, especialment sòlida en temes d’història i antropologia, així com la fermesa en els seus ideals. Fou col·laborador habitual en la premsa local, en concret amb La Voz del Progreso i El Pueblo, així com també en la premsa de Madrid i Barcelona. En l'àmbit social, fou un dels socis fundadors de l'Ateneu Tortosí.